# Alfred Stephan

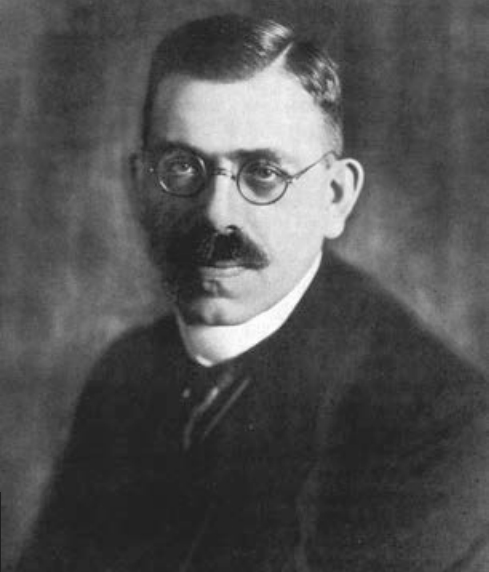
Alfred Stephan

Friedrich Wilhelm Alfred Stephan (* 18. Oktober 1884 in Gleiwitz; † 20. September 1924 in Beuthen) war ein deutscher Jurist und Politiker. Stephan war Erster Bürgermeister bzw. Oberbürgermeister der oberschlesischen Stadt Beuthen und für die Zentrumspartei von 1922 bis 1924 Mitglied im Preußischen Staatsrat.

## Leben
Stephan besuchte von 1894 bis 1903 das Gymnasium in Gleiwitz. 1903 begann er ein Studium der Rechts- und Staatswissenschaften an den Universitäten in Breslau und München, das er 1906 erfolgreich beenden konnte. Im Juni 1906 wurde er als Gerichtsreferendar, ab 1912 als Gerichtsassessor, in den preußischen Justizdienst übernommen. Bereits im Mai 1908 promovierte er an der juristischen Fakultät der Breslauer Universität mit der Dissertation Der negative Leistungsanspruch und die Geschichte seines Rechtsschutzes zum Dr. jur.

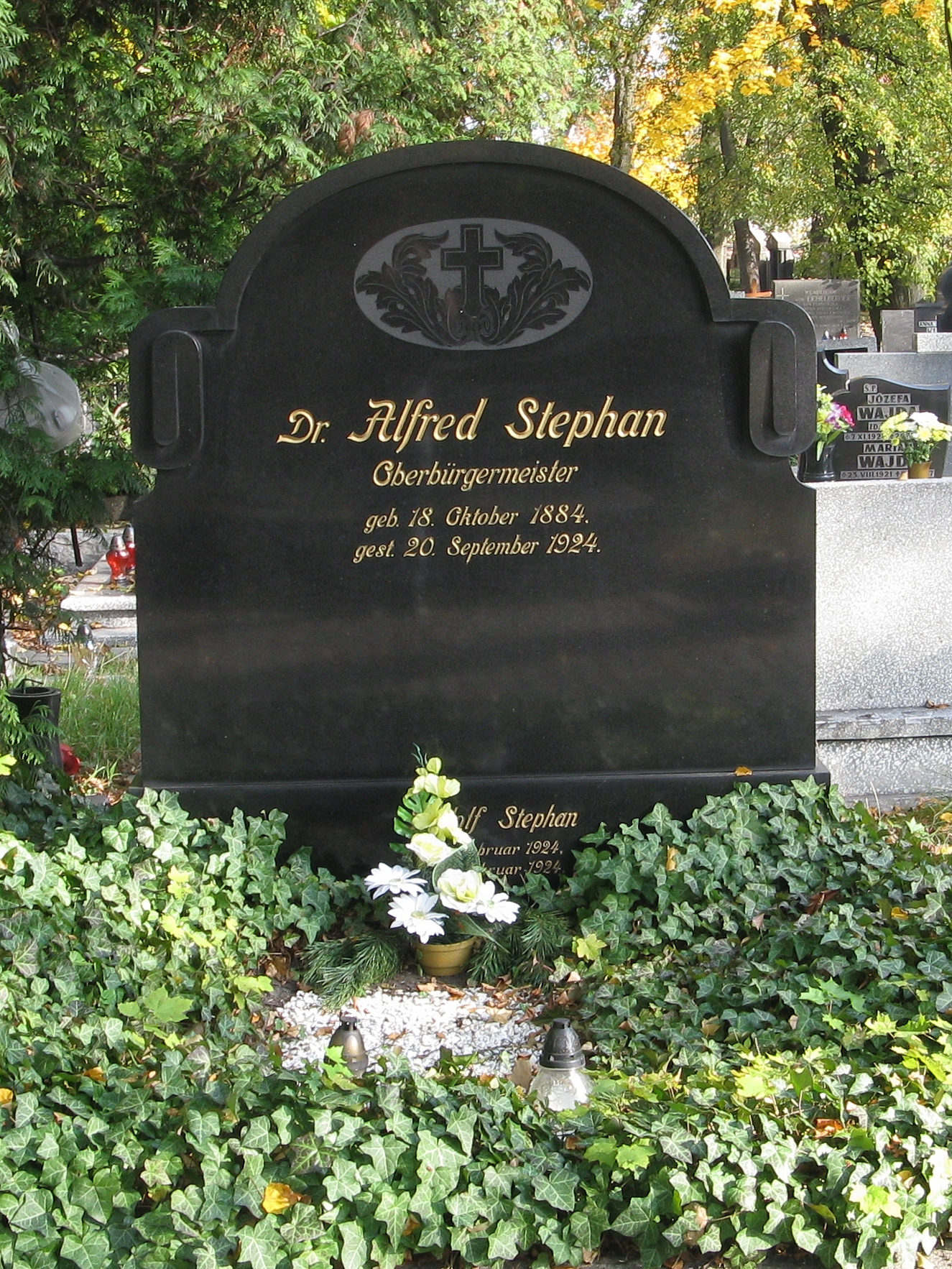
Alfred Stephan Grab in Bytom (2018)

Von Mai 1912 bis zum 8. August 1919 war Stephan besoldeter Stadtrat in Beuthen. Er war Kriegsteilnehmer während des Ersten Weltkrieges, zuletzt als Oberleutnant der Reserve. Am 9. August 1919 wurde Stephan zum Ersten Bürgermeister von Beuthen ernannt und ihm am 12. Juli 1921 der Titel Oberbürgermeister verliehen. Allerdings erhielt er wenige Tage zuvor von der Interalliierten Kommission in Oppeln einen Ausweisungsbescheid aus dem Abstimmungsgebiet Oberschlesien. Mitte Oktober 1921 wurde Stephan in das Preußische Innenministerium berufen. Nach der Rücknahme des Ausweisungsbescheides am 3. April 1922 konnte er einen Tag später die Amtsgeschäfte als Oberbürgermeister von Beuthen übernehmen.
Stephan, der selbst Katholik war, wurde für die Zentrumspartei vom 5. April 1922 bis zum 20. September 1924 Mitglied im Preußischen Staatsrat. Ab 1923 bis zum 20. September 1924 war er dort außerdem Vorsitzender des Gemeindeausschusses. Alfred Stephan starb am 20. September 1924, im Alter von 39 Jahren, in Beuthen. Er wurde auf dem Mater-Dolorosa-Friedhof in Beuthen bestattet, sein Grab ist erhalten.